# Timebomb (canción de Beck)
«Timebomb» —en español: «Bomba de tiempo»— es un sencillo del músico estadounidense Beck, lanzado en 2007. El 21 de agosto de 2007, el sencillo estuvo disponible en iTunes. Fue lanzado en vinilo 12" el 2 de noviembre de 2007. También se produjo un CD promo con una pista.

## Lanzamiento y recepción
Un post desde el sitio web oficial de Beck dijo que sería "una canción para hogueras, apagones y el último hurra del verano". Combina aspectos de electrónica, rock experimental y rock alternativo. En 2006 y 2007, la canción fue interpretada en directo varias veces.
El post en el sitio web de Beck dijo que el arte de la tapa "presenta a Ryan en un traje de ave azteca tejido, algunos de ustedes le pueden haber visto bailar en el escenario los últimos años".
La reacción de la crítica fue positiva, recibiendo comentarios de Nate Chinen de The New York Times, Richard Cromelin de The Los Angeles Times, y de la revista Rolling Stone. El 6 de diciembre de 2007, "Timebomb" fue nominado para un premio Grammy por "mejor interpretación vocal de Rock". La canción fue la inspiración del episodio "Timebomb" (temporada 2) de la serie True Blood y la canción es reproducida durante los créditos finales.

## Lista de canciones
12"
1. «Timebomb» – 2:50
2. «Timebomb» (Instrumental) – 2:50

## Personal
- Brian LeBarton: Máquina de percusión, guitarra, palmadas, teclado/sintetizador, coros (fondo)
- Darrell Thorp: Ingeniero
- Drew Brown: Ingeniero
- Beck Hansen: Palmadas, teclado/sintetizador, coros, productor
- Bob Ludwig: Masterización
- Ken Andrews: Mix
- Brianna Bell: Coros (fondo)
- Elisha Skorman: Coros (fondo)
- Kimi Reichenberg: Coros (fondo)
- Sage Mears: Coros (fondo)
- Tiffani Fest: Coros (fondo)